# 红斗蓬怪人

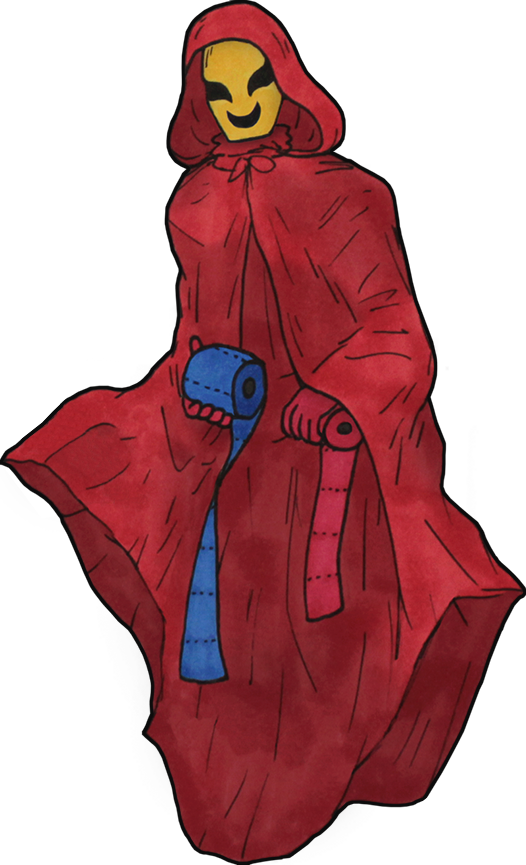
Aka Manto

紅披風怪人（／ aka manto），是日本昭和初期的「都市怪談」。在中学厕所里出现，在夜间会问“要红色的斗篷么”，回答“嗯，请给一件”会被后面一刀捅后背。如果问“要青斗蓬还是红斗蓬好。”，回答“要青的”会被抽干血，回答“要红的”同上。
另一版本為會問喜歡紅色、白色還是藍色，回答紅色會死在血泊中，回答白色會被抽乾血而死，回答藍色會死在水中。